# Ксеневич Михайло Якович
Михайло Якович Ксеневич (11 березня 1942, Верхньоторецьке — 20 січня 2024) — український архітектор. Брав участь у розробці плану забудови Києва, головний архітектор Житомира, один із творців монумента «Твоїм визволителям, Донбасе» у Донецьку. Кандидат архітектури (2000). Член Української академії архітектури (2003); завідувач відділення містобудування (2006). Член НСАУ (1979).

## Біографія
Народився 11 березня 1942 року у місті Верхньоторецьке Донецької області. Закінчив Київський інженерно-будівельний інститут (1971).
Працював в інституті «Донбасцивілпроект» (Донецьк; 1971—1981): головний архітектор проекту (1975); одночасно викладав на кафедрі архітектурного проектування Інженерно-будівельному інституті (Донецька область) на початку його існування (1972—1973).
У 1981—1988 роках працював у головному архітектурно-планувальному управлінні Донецька, одночасно був завідувачем відділу планування та забудови міста (1981—1987) та заступником начальника-головного інженера (1987—1988).
У 1988—1995 роках — головний архітектор Житомира, одночасно — 1-й заступник голови Житомирського міськвиконкому Віталія Мельничука (1991—1992).
З 1995 по 2006 рік викладав у Київському національному університеті будівництва та архітектури; одночасно — начальник управління генплану Головкиївархітектури (2000—2003); заступник директора госпрозрахункового об'єднання: «Центр містобудування та архітектури» при Головкиївархітектурі (2003—2006).
Помер 20 січня 2024 року

## Творчий доробок
Основні напрямки наукового дослідження: основи сучасного розвитку української архітектури; організація та регулювання мостобудівної діяльності; інвестиційна діяльність у сфері містобудування; простора організація та забезпечення збалансованого сталого розвитку міст України щодо їх моделювання, нормування методики проектування; Народна архітектура. Займався також живописом та графікою.
Розробив концепції розвитку Донецька (1987), Житомира (1993), Києва (2001).
Основні твори — інститут «Доноргшахтобуд» (1978), адміністративний будинок обласних організацій з благоустроєм площі (1986), будинки політосвіти в містах Макіївка (1978) та Горлівка (1979), кафе «Донецьк» у Києві (1980), архітектурна частина монументу «Твоїм визволителям, Донбасе» в Донецьку (1984), пам'ятник Сергію Корольову (1990) поруч з музеєм космонавтики у Житомирі.